# Шапел Монмартен
Шапел Монмартен (фр. Chapelle-Montmartin) насеље је и општина у централној Француској у региону Центар (регион), у департману Лоар и Шер која припада префектури Роморантен Лантне.
По подацима из 2011. године у општини је живело 416 становника, а густина насељености је износила 38,81 становника/km². Општина се простире на површини од 10,72 km². Налази се на средњој надморској висини од 124 метара (максималној 152 m, а минималној 82 m).

## Демографија
| 1962. | 1968. | 1975. | 1982. | 1990. | 1999. | 2011. |
| ----- | ----- | ----- | ----- | ----- | ----- | ----- |
| 192   | 213   | 289   | 306   | 329   | 372   | 416   |

График промене броја становника у току последњих година